# قنطورس ایکس-۳

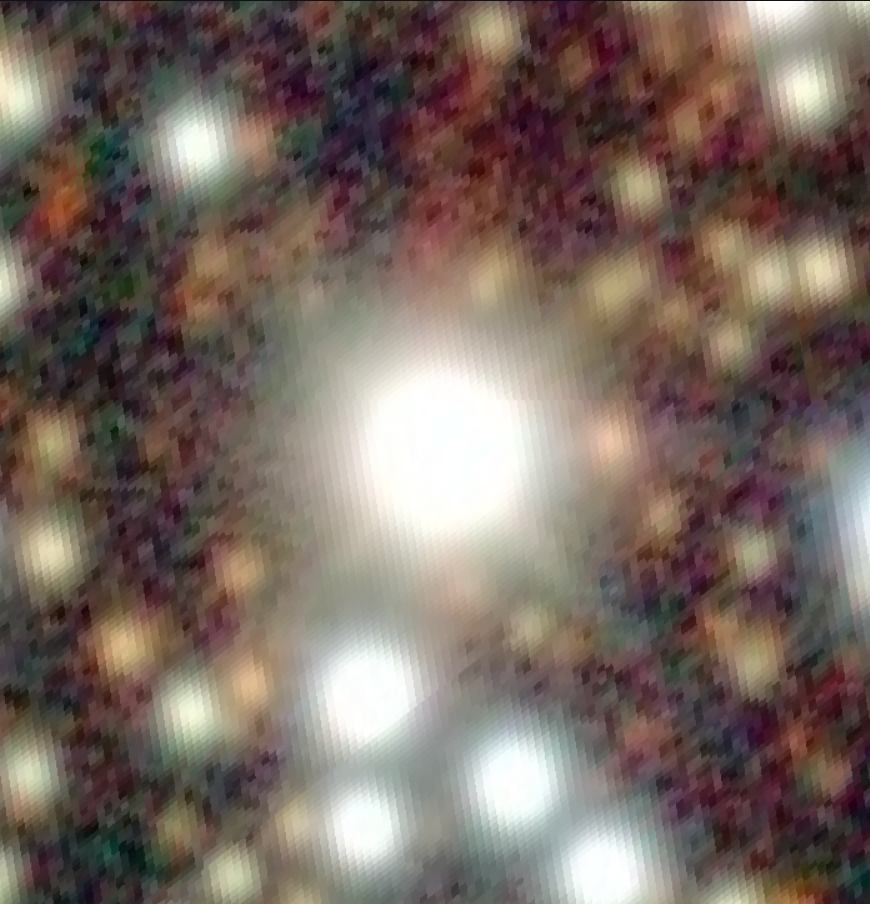
نمایی از ستارهٔ «قنطورس ایکس-۳»، منبع از رصدخانه میان‌آمریکایی سرو تولولو

قنطورس ایکس-۳ یک ستاره است که در صورت فلکی قنطورس قرار دارد.